# Aphanotorulus
Aphanotorulus – rodzaj słodkowodnych ryb sumokształtnych z rodziny zbrojnikowatych (Loricariidae).

## Występowanie
Ameryka Południowa.

## Klasyfikacja
Gatunki zaliczane do tego rodzaju:
- Aphanotorulus ammophilus
- Aphanotorulus emarginatus
- Aphanotorulus gomesi
- Aphanotorulus horridus
- Aphanotorulus rubrocauda
- Aphanotorulus unicolor

Gatunkiem typowym jest A. frankei (=A. unicolor).